# Communauté d’agglomération du Centre Littoral
Die Communauté d'agglomération du Centre Littoral ist ein Gemeindeverband mit der Rechtsform einer Communauté d’agglomération im französischen Überseedépartement Französisch-Guayana. Sie wurde am 23. Dezember 2011 gegründet und umfasst sechs Gemeinden. Der Verwaltungssitz befindet sich im Ort Matoury.

## Mitgliedsgemeinden
| Gemeinde                                      | Einwohner 1. Januar 2022 | Fläche km² | Dichte Einw./km² | Code INSEE | Postleitzahl |
| --------------------------------------------- | ------------------------ | ---------- | ---------------- | ---------- | ------------ |
| Cayenne                                       | 63.956                   | 23,60      | 2.710            | 973302     | 97300        |
| Macouria                                      | 18.807                   | 377,50     | 50               | 973305     | 97355        |
| Matoury                                       | 35.551                   | 137,19     | 259              | 973307     | 97351        |
| Montsinéry-Tonnegrande                        | 3.457                    | 600,00     | 6                | 973313     | 97356        |
| Remire-Montjoly                               | 27.037                   | 46,11      | 586              | 973309     | 97354        |
| Roura                                         | 3.382                    | 3.902,50   | 1                | 973310     | 97311        |
| Communauté d'agglomération du Centre Littoral | 152.190                  | 5.086,90   | 30               | –          | –            |